# Szymon Dickstein
Szymon Dickstein (Szymon Diksztajn, pseudonim Dynio, Jan Młot, ur. 8 lub 14 lutego 1858 w Warszawie, zm. 6 lipca 1884 w Bernie) – polski działacz socjalistyczny, przyrodnik, członek I Proletariatu, jeden z tłumaczy na język polski I tomu Kapitału Karola Marksa (w 1881).

## Życiorys
Urodził się w Warszawie jako syn Rafaela i Małgorzaty z domu Waldenburg. Jego bratem był matematyk Samuel Dickstein. W wieku czternastu lat ukończył II Gimnazjum w Warszawie. Po odbytych studiach przyrodniczych na Cesarskim Uniwersytecie Warszawskim otrzymał tytuł kandydata nauk przyrodniczych (1877) i podjął studia medyczne. Od tego roku działał w polskim ruchu socjalistycznym. głównie w środowiskach młodzieży akademickiej. Współpracował wówczas z Mieczysławem Brzezińskim i Kazimierzem Dłuskim. Zagrożony aresztowaniem w 1878 wyjechał za granicę, przebywał we Francji, a później w Genewie w Szwajcarii. Współpracował tam m.in. z Kazimierzem Dłuskim, Stanisławem Mendelsonem i Bolesławem Limanowskim i współredagował czasopisma związane z I Proletariatem: „Równość” (od 1879), „Przedświt” (od 1881), „Walka klas” (od 1884). Utrzymywał kontakty z grupą rewolucjonistów Czornyj Pieriedieł (m.in. z Plechanowem i Deutschem). Z powodu trudnej sytuacji materialnej i problemów osobistych popełnił samobójstwo. Został pochowany na cmentarzu w Carouge pod Genewą.

## Prace
Do najbardziej znanych prac Dicksteina należy opowiadanie z roku 1881 Kto z czego żyje?, w którym popularyzował treści teorii marksizmu wyłożone w Kapitale Karola Marksa. Dickstein zainicjował też przekład na polski dzieła Karola Darwina O powstawaniu gatunków drogą naturalnego doboru, czyli o utrzymywaniu się doskonalszych ras w walce o byt (tuż przed śmiercią w 1884 r.). Poza tym w dorobku translatorskim Dicksteina znajdują się prace Ferdynanda Lassalle’a.

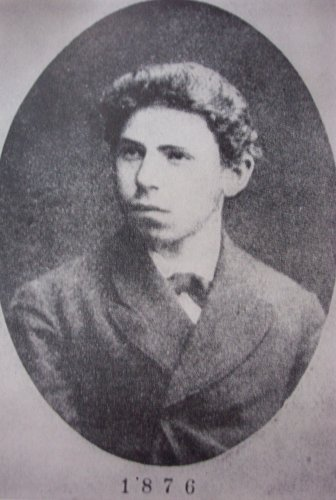
Szymon Dickstein w 1876 r.